# Скот Синклеър
Скот Андрю Синклеър (на английски: Scott Andrew Sinclair) e английски футболист роден на 25 март 1989 г. в Бат, Англия. Той играе, като крило за Бристъл Роувърс. Прави дебюта си в Премиершип за Челси на 6 май 2007 г., като влиза като резерва на Шон Райт-Филипс срещу Арсенал.